# Franz Anton Marenzi von Tagliuno und Talgate
Franz Anton Alois Maria Graf Marenzi und Markgraf von Val Oliola und Freiherr von Marenzfeldt und Scheneck (Trieste, 11 giugno 1805 – Trieste, 4 gennaio 1886) è stato un generale e geologo austriaco.

## Biografia

### L'origine e i primi anni
Marenzi era figlio del conte Kajetan Marenzi von Tagliuno und Talgate, patrizio della città di Trieste, e della nobile Adrianne de Costanzi e discendeva da un'antichissima famiglia di origini friulane e milanesi. Ricevette una poliedrica educazione nel migliore ginnasio della cosmopolita città di Trieste, interessandosi soprattutto alla geologia (compì spedizioni scientifiche nel Carso già dal 1828) e alla storia medievale. Essendo un figlio cadetto (ereditò comunque il titolo alla morte del padre in quanto il fratello maggiore gli era premorto nel 1842 per una caduta da cavallo), fu però avviato alla carriera militare. Non studiò presso un'accademia militare e, già dotato di una profonda cultura, entrò nel 1825 nel Reggimento Cacciatori del Friuli quale tenente.

### La prima guerra d'indipendenza
Nel 1835 fu assegnato quale capitano allo stato maggiore del maresciallo Radetzky in Italia. Nel 1843 fu promosso maggiore dall'arciduca Ranieri Giuseppe d'Asburgo-Lorena, governatore di Milano e tre anni dopo fu nominato aiutante di campo dell'arciduca Sigismondo d'Asburgo-Lorena (1826-1891) e partecipò alla prima guerra d'indipendenza italiana combattendo i ribelli italiani a Bergamo, della quale fu per qualche tempo governatore militare, e Brescia, partecipando anche alla battaglia di Novara, durante la quale si distinse per l'eroico valore dimostrato alla guida (era colonnello) dell'Albrecht-Infanterie Regiment.

### La seconda guerra d'indipendenza
Il 31 agosto 1849 fu promosso general maggiore e per qualche tempo svolse incarichi di amministrazione militare in Galizia. Nel 1859 ottenne il comando militare di Lubiana ma nello stesso anno chiese il trasferimento in Italia per prendere parte, quale comandante della I Armata austro-ungarica, alla seconda guerra d'indipendenza italiana. Partecipò alle battaglie di Magenta e Solferino sotto il generale Ferencz Gyulai, lasciando numerosi scritti e documentazioni, nelle quali muove spesso aspre critiche al suo incompetente comandante in capo, Gyulai, che rappresentano la maggiore fonte di parte austriaca della seconda guerra d'indipendenza.
Lasciato il servizio attivo dal 1862, il 14 agosto 1864 ricevette da Francesco Giuseppe I d'Austria il diploma nobiliare di marchese di Val Oliola, che era stato conferito agli avi di Marenzi nel 1024 dall'imperatore Corrado II il Salico. Nello stesso anno si ritirò dall'esercito.

### L'opera
Da allora Marenzi si dedicò quasi esclusivamente allo studio della geologia, compiendo numerosi viaggi all'estero, anche in Perù e in Svizzera. Del Carso fu lui a riprendere per primo la definizione di carsismo presentata da Baltasar Hacquet e poi dimenticata, e a rilanciarla e darle diffusione nel mondo scientifico dopo averla rielaborata ed ammodernata. Perciò Marenzi è considerato uno dei padri della geologia carsica e nel 1869 ottenne un seggio all'Accademia Austriaca delle Scienze. Notevoli furono anche i suoi studi sulla formazione delle Ande, che ebbero però minore diffusione.

### Matrimonio e famiglia
Nel 1850 sposò Virginie Putzer von Reibeck (1825–1898), nobildonna della piccola nobiltà carinziana, dalla quale ebbe sei figli:
- Friedrich (n. 1851)
- Marie (n. 1853)
- Ludwig (n. 1854)
- Isabella (n. 1855)
- Franz Karl
- Gabriel Franz[1]

## Opere
- Der Aufstand in Bergamo und Brescia im März 1848: Ein Beitrag zur Kriegsgeschichte, Druck von C. Gerold, Wien 1850, 84 Seiteny
- Worte im Fluge
- Zwölf Fragmente über Geologie, oder Beleuchtung dieser Wissenschaft nach den Grundsätzen der Astronomie und der Physik, F. H. Schimpff, Triest 1868, 187 Seiten
- Der Karst, die Schweiz und das Alter der Erde, mit 5 Figurentafeln, F. H. Schimpff, Triest 1868
- Das Erdbeben von Peru vom 13. August 1868 und seine Veranlassung. Erklärt im Geiste der Einsturztheorie (F. H. Schimpff, Triest 1869)
- Fragmente über Geologie oder die Einsturzhypothese, mit Figurentafeln, Buchdruckerei des Österreichischen Lloyd, 1872, 188 Seiten